# Патрисиу, Карлуш
Карлуш Мануэл Гонсалвеш Патрисиу (порт. Carlos Manuel Gonçalves Patrício; Пустой шаблон {{ВД-Преамбула}} ) — португальский легкоатлет, выступавший в беге на длинные дистанции и марафонском беге. Участник летних Олимпийских игр 1996 года.

## Биография
Карлуш Патрисиу родился 9 октября 1964 года в португальском городе Орта.
Выступал в легкоатлетических соревнованиях за «Спортинг» из Лиссабона.
В 1993 году участвовал в чемпионате мира в Штутгарте. Выступал в марафоне и не смог завершить дистанцию.
В том же году участвовал в чемпионате мира по бегу по пересечённой местности в Аморебьете. Занял на дистанции 11,75 км 46-е место с результатом 34 минуты 35 секунд.
В 1996 году вошёл в состав сборной Португалии на летних Олимпийских играх в Атланте. В беге на 10 000 метров занял в полуфинале 15-е место, показав результат 29 минут 15,41 секунды и уступив 51,42 секунды попавшему в финал с 11-го места Полу Эвансу из Великобритании.
В 1997 году участвовал в чемпионате мира в Афинах. В беге на 10 000 метров не завершил предварительный забег.
В 1998 году выступал на чемпионате мира по полумарафону в Цюрихе и занял 24-е место с результатом 1 час 2 минуты 22 секунды.

## Личный рекорд
- Бег на 10 000 метров — 28.01,04 (7 апреля 1996, Лейрия)[1][2]